# Abus de surveillance

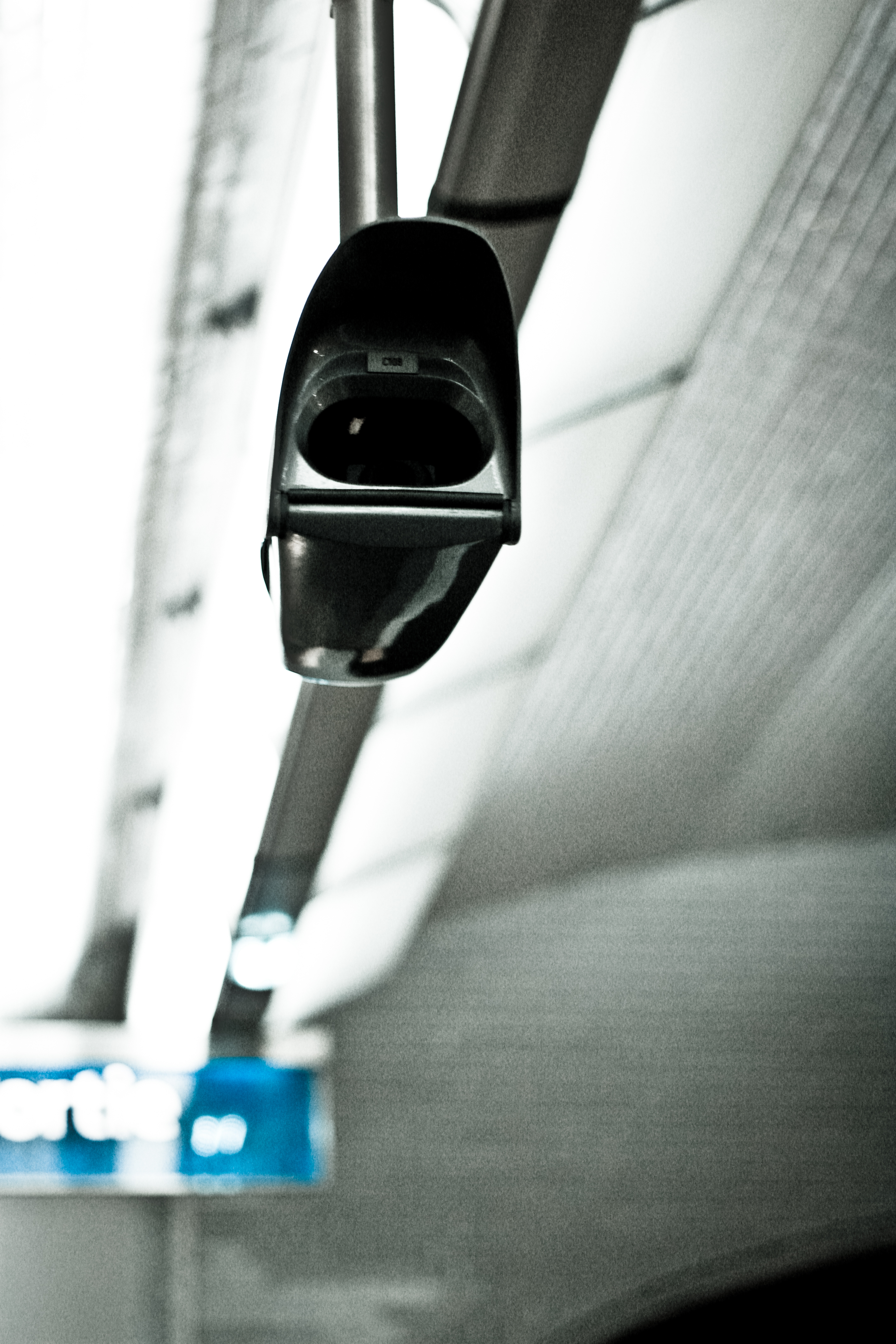
Caméra de surveillance dans une station de métro (Pelleport) à Paris.

 (juin 2016).
Si vous disposez d'ouvrages ou d'articles de référence ou si vous connaissez des sites web de qualité traitant du thème abordé ici, merci de compléter l'article en donnant les références utiles à sa vérifiabilité et en les liant à la section « Notes et références ».
L'abus de surveillance est l'utilisation de méthodes ou de technologies de surveillance afin de surveiller l'activité d'un individu ou d'un groupe d'individus de sorte que cela viole des normes sociales ou des lois de la société.

## Aux États-Unis
Aux États-Unis, durant les opérations du COINTELPRO du FBI, un grand réseau d'abus de surveillance a été découvert ayant pour but d'espionner les organisations politiques dissidentes des États-Unis, principalement des personnes de la gauche politique et du mouvement des droits civiques.
Il n'y a pas de prévention dans le taux de données non autorisées collectées sur des individus et qui mène dans des cas où les caméras sont installées de manière inappropriées. Par exemple, selon la BBC, quatre conseillers municipaux à Liverpool ont utilisé une caméra PTZ de vidéo surveillance pour espionner une femme dans son appartement (Cavallaro, 2007). Ce n'est qu'une seule affaire où les responsables ont été arrêtés. Cependant, beaucoup d'autres agissements sont similaires à cette affaire.
Un autre incident d'installation inapproprié a eu lieu où des parents en Pennsylvanie ont poursuivi en justice l'école de leur fils, prétendant qu'elle le surveillait via son ordinateur portable pendant qu'il était à la maison, inconscient qu'il était observé (Surveillance Camera Players, 2010).
Ceci a mené à une conception erronée de la surveillance, qui auparavant était un outil pour surveiller et pour s'assurer que les citoyens respectent bien les lois et qui a maintenant créé davantage de problèmes sur le respect de la vie privée.

## En Chine
En Chine, l’évolution technologique est perçue comme une méthode pouvant lui garantir un avenir fort. La Chine est notamment la première nation à instaurer un système de surveillance assumé des populations. Il est possible de voir la nouvelle technologie en œuvre à travers une  application de  surveillance des populations à Xinjiang. Cette technologie est utilisée afin de sanctionner les citoyens dans leurs activités quotidiennes. Cette application, qui est utilisée à Xinjiang, vise principalement à obtenir des informations sur ses citoyens (la taille, le groupe sanguin ou même l'appartenance religieuse des habitants).La plate-forme « Integrated Joint Operations Platform » (IJOP) suit et analyse tous les mouvements faits par la population et sert à déterminer, selon des critères bien précis, le degré de menace qu’un citoyen représente envers la société. Des listes sont dressées et constamment analysées afin de catégoriser ces citoyens dans une des 36 catégories possibles.
L’infonuagique, qui est communément décrit comme le mode de surveillance le plus précis,  est le mode de surveillance favorisé en Chine. Les données internets de la population sont gardées dans une base de données puis partagées via des centres d’infonuagique partagés depuis une entente d’alliance avec Taïwan (2011). Les informations recueillies permettent donc d’analyser les habitudes électroniques des citoyens pour pouvoir appliquer des mesures de contrôle propre à chaque situation.
En plus de l’utilisation de l’application (IJOP), l’installation de plus de 200 millions de caméras permettant la reconnaissance faciale et fonctionnant en lien direct avec l’application ont été installées à travers la Chine afin de surveiller les actions des citoyens. Les centres infonuagiques garderons les images enregistrées qui permettront plus tard de prouver la qualité d’un citoyen.
La surveillance, qui avait comme but, en théorie, d’optimiser la sécurité nationale et le maintien de la paix publique, permet en pratique un contrôle de la population. En effet, comme expliqué plus tôt, Xinjiang en est un exemple concret. Les alliances de partage de plateforme infonuagique créées avec les pays avoisinants ne rendent le partage de données avec les pays avoisinants plus accessible que jamais ce qui rend la possibilité d’avoir une vie privée protégé presque impossible.